# Epidendrum jasminosmum
Epidendrum jasminosmum är en orkidéart som beskrevs av Eric Hágsater och Dodson. Epidendrum jasminosmum ingår i släktet Epidendrum och familjen orkidéer. Inga underarter finns listade i Catalogue of Life.